# Станіслав Місаковський
Станіслав Місаковський (пол. Stanisław Misakowski, *8 травня 1917, с. Нововознесенське на Херсонщині — †9 липня 1996, Жирардув) — польський поет українського походження. Справжнє ім'я Володимир Дем'янок.

## Біографія і творчість
Народився 1917 року в селі Ново-Вознесенське на Херсонщині в заможній родині Феофана Дем'янка. Внаслідок розкуркулення родина переїхала на Північний Кавказ. Володимир Дем'янок в середовищі безпритульних кочував аж до Далекого Сходу. Потім повернувся до своєї родини й закінчив школу. Навчався в зоотехнічному інституті. Працював у вівцерадгоспі. Служив у армії. З початком війни потрапляє на фронт. Під Оршею опиняється в оточенні й потрапляє в німецький полон. Перебуває в жорстоких умовах утримання в таборі побіля Сувалків (Польща). Дем'янка переводять до концентраційного табору в Німеччину. 3 роки по концтаборах. Опинився в американській зоні окупації, але перейшов демаркаційну лінію і, натрапивши на радянську військову часину, попросився знову на фронт. Після кількох тижнів у радянському війську був заарештований офіцером СМЕРШу, оскільки побував у німецькому полоні. Разом з трьома арештованими втік з-під арешту. У кінці 1944 року найнявся на роботу до польського селянина на глухому хуторі. Роздобув фальшиві документи, за якими став Станіславом Місаковським. Опанував польську мову. Переїхав на проживання до Прибалтійського Помор'я. Змінив багато професій: годинникар, слюсар, електрик, тесля, кравець. Очолив відділ культури в містечку. Організував відбудову закинутого замку, у якому зініціював проведення щорічних літературних фестивалів. З 1956 року почав друкувати вірші. 1963 року в Познані вийшла його перша поетична збірка «Коли настає ніч». 1964 року у Варшаві виходить друга книжка «Є такий світ». Загалом видав більше 20 поетичних книжок, збірки оповідань, п'єси. Представляв Польщу в Міжнародній академії поетів у Кембриджі (Англія). 1988 року став членом ПЕН-клубу. Твори Місаковського перекладені кількома мовами.

## Твори
- Kiedy nadchodzi noc (poezje), Wydawnictwo Poznańskie, Poznań 1963.
- Jest taki świat (poezje), Iskry, Warszawa 1964.
- Sydonia (poemat historyczny), Wydawnictwo Poznańskie, Poznań 1970.
- Sydonia, wydanie II, Poznań 1978.
- Do utraty snu, Wydawnictwo Morskie, Gdańsk 1971.
- Dwa okna, Wydawnictwo Poznańskie, Poznań 1972.
- Mój stary dobry świat (miniatury prozatorskie), Wydawnictwo Poznańskie, Poznań 1973.
- List (poezje), Ludowa Spółdzielnia Wydawnicza, Warszawa 1975.
- Gdziekolwiek z dala od świata (wiersze, proza poetycka), Wydawnictwo Poznańskie, Poznań 1970.
- Poezje (wybór wierszy i prozy poetyckiej), Wydawnictwo Poznańskie, Poznań 1980.
- Poezje Wybrane, seria Biblioteka Poetów, Ludowa Spółdzielnia Wydawnicza, Warszawa 1980.
- Hołobie (poezje), Spółdzielnia Wydawnicza Czytelnik, Warszawa 1978.
- Ku tobie ciągną moje drzewa (poezje), Młodzieżowa Agencja Wydawnicza, Warszawa 1980.
- Nie ma wyboru (poezje), Państwowy Instytut Wydawniczy, Warszawa 1980.
- Trzy chwile (poezje), Wydawnictwo Literackie, Kraków 1983.
- Żarna (poezje), Wydawnictwo Poznańskie, Poznań 1985.
- Zaświat (dramat), Ministerstwo Kultury i Sztuki, Warszawa 1980.
- Gdy wychodzisz z domu, (wiersze, proza poetycka), Wydawnictwo Miniatura s-ka z o.o., Kraków 1990.
- To, czego nie ma (poezje, proza poetycka), Państwowy Instytut Wydawniczy, Warszawa 1994.

## Українські переклади
Твори Станіслава Місаковського українською мовою перекладав Анатолій Глущак.
Перша публікація його віршів українською — в антології сучасної польської поезії «Тому що вони сущі» (видавництво «Каменяр», 2005).